# ムーティエ (競走馬)
ムーティエ (Moutiers) はフランスの競走馬。1966年に種牡馬として日本へ輸出され、二冠馬タニノムーティエなどを出した。半兄のモンタヴァルも日本に輸出されている。

## 経歴
フランスで競走生活を送り7戦3勝。オカール賞に勝ち、イギリスダービー、パリ大賞などにも出走したが、14着、15着といずれも大敗した。引退後は同地で種牡馬入りしたが活躍馬に恵まれず、1966年、活躍種牡馬となりながら前年に死亡した兄モンタヴァルの後継として日本に輸入された。なお、この年に生まれた牝駒Wenduyneがのちにアイリッシュ1000ギニーに優勝している。日本では初年度産駒から二冠馬タニノムーティエを送り出すと、2年目の産駒からも菊花賞馬ニホンピロムーテーが出て、2年で中央競馬クラシック三冠をすべて制した。1970年には2歳リーディングサイアーも獲得している。その後もぽつぽつと活躍馬を送り出し、母の父としてもミホシンザン、テンモンなどに影響を与えた。1976年死亡。
兄のモンタヴァルと同様に非常に気性が荒かったことで知られ、産駒にもそれが強く遺伝し、かつては気性難種牡馬の代名詞的存在であった。種馬場でのムーティエの担当者は常に生傷が絶えなかったという。

## 主な産駒
- Wenduyne（1966年産-アイリッシュ1000ギニー）
- タニノムーティエ（1967年産-皐月賞、東京優駿、阪神3歳ステークス、デイリー杯3歳ステークス、弥生賞、きさらぎ賞）

※1970年啓衆社賞最優秀4歳牡馬
- ニューペガサス（1967年産-神戸杯）
- ゼットアロー（1967年産-中京記念）
- カーチス（1967年産-小倉記念）
- ニホンピロムーテー（1968年産-菊花賞、神戸杯、京都新聞杯、大阪杯、毎日杯、中日新聞杯）
- ムーテイイチ（1968年産-京都大障害（秋）、阪神障害ステークス（秋））

※1972年啓衆社賞最優秀障害馬
- フセノスズラン（1968年産-スワンステークス）
- カミノテシオ（1970年産-天皇賞（秋）、京成杯）
- レデースポート（1970年産-4歳牝馬特別（東）、京都牝馬特別）
- ホースメンホープ（1973年産-日経新春杯、中京記念）
- ニッショウキング（1975年産-クモハタ記念）

## 血統表
| ムーティエの血統                | ムーティエの血統                                                   | ムーティエの血統                                                   | （血統表の出典）                                                   | （血統表の出典） |
| 父系                            | シカンブル系                                                       | シカンブル系                                                       | シカンブル系                                                       | [ § 2 ]          |
| 父 Sicambre 1948 鹿毛 フランス  | 父の父Prince Bio 1941 鹿毛 フランス                                | Prince Rose                                                        | Rose Prince                                                        | Rose Prince      |
| 父 Sicambre 1948 鹿毛 フランス  | 父の父Prince Bio 1941 鹿毛 フランス                                | Prince Rose                                                        | Indolence                                                          |                  |
| 父 Sicambre 1948 鹿毛 フランス  | 父の父Prince Bio 1941 鹿毛 フランス                                | Biologie                                                           | Bacteriophage                                                      | Bacteriophage    |
| 父 Sicambre 1948 鹿毛 フランス  | 父の父Prince Bio 1941 鹿毛 フランス                                | Biologie                                                           | Eponge                                                             |                  |
| 父 Sicambre 1948 鹿毛 フランス  | 父の母Sif 1936 鹿毛 フランス                                       | Rialto                                                             | Rabelais                                                           | Rabelais         |
| 父 Sicambre 1948 鹿毛 フランス  | 父の母Sif 1936 鹿毛 フランス                                       | Rialto                                                             | La Grelee                                                          |                  |
| 父 Sicambre 1948 鹿毛 フランス  | 父の母Sif 1936 鹿毛 フランス                                       | Suavita                                                            | Alcantara                                                          | Alcantara        |
| 父 Sicambre 1948 鹿毛 フランス  | 父の母Sif 1936 鹿毛 フランス                                       | Suavita                                                            | Shocking                                                           |                  |
| 母 Ballynash 1946 鹿毛 イギリス | 母の父Nasrullah 1940 鹿毛 イギリス                                 | Nearco                                                             | Pharos                                                             | Pharos           |
| 母 Ballynash 1946 鹿毛 イギリス | 母の父Nasrullah 1940 鹿毛 イギリス                                 | Nearco                                                             | Nogara                                                             |                  |
| 母 Ballynash 1946 鹿毛 イギリス | 母の父Nasrullah 1940 鹿毛 イギリス                                 | Mumtaz Begum                                                       | Blenheim II                                                        | Blenheim II      |
| 母 Ballynash 1946 鹿毛 イギリス | 母の父Nasrullah 1940 鹿毛 イギリス                                 | Mumtaz Begum                                                       | Mumtaz Mahal                                                       |                  |
| 母 Ballynash 1946 鹿毛 イギリス | 母の母Ballywellbroke 1933 黒鹿毛 イギリス                          | Ballyferis                                                         | Apron                                                              | Apron            |
| 母 Ballynash 1946 鹿毛 イギリス | 母の母Ballywellbroke 1933 黒鹿毛 イギリス                          | Ballyferis                                                         | Gilford                                                            |                  |
| 母 Ballynash 1946 鹿毛 イギリス | 母の母Ballywellbroke 1933 黒鹿毛 イギリス                          | The Beggar                                                         | Le Souvenir                                                        | Le Souvenir      |
| 母 Ballynash 1946 鹿毛 イギリス | 母の母Ballywellbroke 1933 黒鹿毛 イギリス                          | The Beggar                                                         | Avonbeg                                                            |                  |
| 母系(F-No.)                     | (FN:9)                                                             | (FN:9)                                                             | (FN:9)                                                             | [ § 3 ]          |
| 5代内の近親交配                 | Rabelais 4･5=9.38%（父内）、Alcantara＝Eglantine 5･4=9.38%（父内） | Rabelais 4･5=9.38%（父内）、Alcantara＝Eglantine 5･4=9.38%（父内） | Rabelais 4･5=9.38%（父内）、Alcantara＝Eglantine 5･4=9.38%（父内） | [ § 4 ]          |
| 出典                            | 1. 2. 3. 4.                                                        | 1. 2. 3. 4.                                                        | 1. 2. 3. 4.                                                        | 1. 2. 3. 4.      |

本馬の父・Sicamble（シカンブル）は、ムーティエ含む3頭の産駒がダービー馬を送り出したように、気性面の問題はあるものの良好な戦績を収めている。

### 主な近親
- モンタヴァル（半兄-キングジョージ6世&クイーンエリザベスステークス）
- Mourne（半兄-リュパン賞）
- Paimpont（半姉-イギリスオークス2着）
- Pawneese（又姪-キングジョージ6世&クイーンエリザベスステークス、イギリスオークス、ディアヌ賞など）
- Petroleuse（又姪-プリンセスエリザベスステークス・イギリスG3）